# Pulli (Rõuge)
Pulli is een plaats in de Estlandse gemeente Rõuge, provincie Võrumaa. De plaats heeft de status van dorp (Estisch: küla).

## Bevolking
Het dorp had 13 inwoners op 31 december 2011 en 15 inwoners op 31 december 2021.

## Ligging
Pulli ligt ongeveer 5 km ten noorden van de grens met Letland. In het dorp staat twee grove dennen met een hoogte van 19 m. De ene heeft een omtrek van 3 m, de andere een omtrek van 2,6 m. Ze worden de Haki männid genoemd, naar het zuidelijke buurdorp Haki.

## Geschiedenis
Pulli werd voor het eerst genoemd in 1684 onder de naam Pulli Hans, een boerderij op het landgoed van Viitina. In 1765 werd de plaats genoemd als dorp.
In 1977 werd Pulli bij het buurdorp Haki gevoegd. In 1997 werd het weer een zelfstandig dorp.